# Saropogon nigritarsus
Saropogon nigritarsus là một loài ruồi trong họ Asilidae. Saropogon nigritarsus được Hull miêu tả năm 1956. Loài này phân bố ở miền Australasia.